# Guestwick
Guestwick – wieś w Anglii, w hrabstwie Norfolk, w dystrykcie Broadland. Leży 26 km na północny zachód od Norwich i 165 km na północny wschód od Londynu.
W 2001 miejscowość liczyła 135 mieszkańców.